# Northern Patrol
Northern Patrol è un film del 1953 diretto da Rex Bailey.
È un western statunitense con Kirby Grant. È basato sul romanzo del 1919 Nomads of the North di James Oliver Curwood. Fa parte della serie di film con Kirby Grant e il suo cane Chinook realizzati per la Monogram Pictures.

## Produzione
Il film, diretto da Rex Bailey su una sceneggiatura di Warren Douglas e un soggetto di James Oliver Curwood, fu prodotto da Lindsley Parsons per la Allied Artists Pictures e girato nei pressi del Cedar Lake, Big Bear Valley, San Bernardino National Forest, California, a fine maggio 1953. Il titolo di lavorazione fu Big Wilderness. Il film doveva originariamente essere interpretato da Jean Willis nel ruolo di Quebec Kid.

## Distribuzione
Il film fu distribuito negli Stati Uniti dal 12 luglio 1953 (première a Los Angeles il 9 Jul) al cinema dalla 	Monogram Pictures.